# جو گاردینر
جو گاردینر (انگلیسی: Joe Gardiner; ۲۳ اوت ۱۹۱۶ – ۱۹۹۷ (۸۰−۸۱ سال)) بازیکن فوتبال اهل بریتانیا بود.
از باشگاه‌هایی که در آن بازی کرده‌است می‌توان به باشگاه فوتبال ولورهمپتون واندررز اشاره کرد.